# Tucupi

Il tucupi è il succo giallo estratto dalla radice della manioca selvatica sbucciata, grattugiata e spremuta (tradizionalmente utilizzando un tipiti). Dopo essere stato estratto, il brodo "riposa" in modo che l'amido (goma in Brasile) venga separato dal liquido (tucupi). Inizialmente velenoso per la presenza di acido cianidrico, il liquido viene cotto (processo che elimina il veleno) e fatto fermentare dai 3 ai 5 giorni per poi essere utilizzato come condimento in cucina.
L'amido, chiamato anche polvilho, viene separato dal liquido, lavato e decantato ripetutamente. Dopo essere stato essiccato, viene riscaldato sopra un forno e si raggruma formando dei granuli, la cosiddetta tapioca.

## Leggenda
La leggenda narra che Jacy (la Luna) e Iassytatassú (Venere) abbiano deciso di visitare il centro della Terra. Quando ebbero attraversato l'abisso, Caninana Tyiiba (il serpente Spilotes pullatus) ha morso il volto di Jacy. Jacy ha versato le sue lacrime su una piantagione di manioca. Successivamente, il viso di Jacy fu segnato per sempre dai morsi di Caninana, ma dalle lacrime di Jacy apparve il tucupi.

## Uso
Molto presente sulla tavola dei brasiliani nella regione settentrionale, l'anatra nel tucupi viene precedentemente arrostita e dopo essere stata tolta, viene portata a bollore leggero in una salsa tucupi, pepe dolce, prezzemolo riccio, basilico e jambu (vedi: Spilanthes).
Il tacacá è un'altra specialità della cucina amazzonica, principalmente apprezzata negli stati di Acre, Para, Amazonas, Amapa e Rondonia. Servito in una ciotola naturale, il tucupi bollente viene versato sulla tapioca preparata a base di amido di manioca. Per completare il piatto si aggiunge una generosa porzione di jambu e gamberi rosa.